# Sport Club Corinthians Alagoano
L'Sport Club Corinthians Alagoano és un club de futbol brasiler de la ciutat de Maceió a l'estat d'Alagoas.

## Història
El club va ser fundat el 14 d'abril de 1991. L'any 1997 signà un acord de col·laboració amb el club portuguès SL Benfica. El 2004 es proclamà campió estatal, el seu major triomf esportiu, després de derrotar l'Associação Atlética Coruripe a la final.

## Palmarès
- Campionat alagoano:
  - 2004
- Segona Divisió del Campionat alagoano:
  - 1994, 1997